# Collegio elettorale di Conegliano (Senato della Repubblica)
Il collegio di Conegliano fu un collegio elettorale uninominale della Repubblica Italiana per l'elezione del Senato della Repubblica. Apparteneva alla Circoscrizione Veneto e fu utilizzato per eleggere un senatore nella XII, XIII e XIV legislatura.
Venne istituito nel 1993 con la cosiddetta Legge Mattarella (Legge n. 276, Norme per l'elezione del Senato della Repubblica), attuata in seguito al referendum abrogativo del 1993. La legge istituì per la Camera dei deputati e per il Senato della Repubblica un sistema di elezione misto, in parte maggioritario e in parte proporzionale. Il 75% dei parlamentari dell'assemblea veniva eletto in collegi uninominali tramite sistema maggioritario a turno unico; il restante 25% al Senato veniva eletto tramite recupero proporzionale dei più votati non eletti attraverso un meccanismo di calcolo denominato "scorporo", cioè sottraendo dal conteggio dei voti totali di una lista nella parte proporzionale i voti ottenuti dai candidati collegati alla medesima lista che erano eletti nei collegi uninominali con il sistema maggioritario.
Il collegio venne abolito insieme a tutti gli altri che costituivano il Senato con la promulgazione della legge elettorale successiva, la cosiddetta Legge Calderoli. Questa prevedeva un sistema proporzionale con premio di maggioranza, che al Senato veniva attribuito a livello regionale.

## Territorio
Il collegio di Conegliano era uno dei 17 collegi uninominali in cui era suddiviso il Veneto e, come previsto dal D.Lgs. del 20 dicembre 1993 n. 535, comprendeva i comuni di Breda di Piave, Carbonera, Casale sul Sile, Cessalto, Chiarano, Cimadolmo, Codognè, Conegliano, Fontanelle, Gaiarine, Gorgo al Monticano, Mansuè, Mareno di Piave, Maserada sul Piave, Meduna di Livenza, Monastier di Treviso, Motta di Livenza, Oderzo, Ormelle, Ponte di Piave, Portobuffolé, Roncade, Salgareda, San Biagio di Callalta, San Fior, San Polo di Piave, San Vendemiano, Santa Lucia di Piave, Silea, Susegana, Vazzola, Villorba e Zenson di Piave. 

## Eletti
| Elezione | Elezione | Senatore          | Partito                 |
| -------- | -------- | ----------------- | ----------------------- |
|          | 1994     | Valentino Perin   | Polo delle Libertà (LN) |
|          | 1996     | Walter Bianco     | Lega Nord               |
|          | 2001     | Giacomo Archiutti | Casa delle Libertà (FI) |

## Dati elettorali

### XII legislatura
|                               | Valentino Perin ✔️ Eletto | Polo delle Libertà                | 65 321  | 43,44 |  |  |  |  |  |
|                               | Fausto Dall'Armellina     | Patto per l'Italia                | 28 924  | 19,24 |  |  |  |  |  |
|                               | Francesco Scattolin       | Progressisti                      | 25 216  | 16,77 |  |  |  |  |  |
|                               | Pierluigi Ronzani         | Lega Autonomia Veneta             | 15 522  | 10,32 |  |  |  |  |  |
|                               | Carlo Aristide Dal Sasso  | Alleanza Nazionale                | 10 391  | 6,91  |  |  |  |  |  |
|                               | Francesco Bazzan          | Movimento Veneto Regione Autonoma | 3 724   | 2,48  |  |  |  |  |  |
|                               | Erio Reveane              | Partito della Legge Naturale      | 1 271   | 0,85  |  |  |  |  |  |
| Totale                        | Totale                    | Totale                            | 150 369 | 100   |  |  |  |  |  |
|                               |                           |                                   |         |       |  |  |  |  |  |
| Voti non validi               | Voti non validi           | Voti non validi                   | 8 271   | 5,21  |  |  |  |  |  |
| Votanti                       | Votanti                   | Votanti                           | 158 640 | 89,32 |  |  |  |  |  |
| Elettori                      | Elettori                  | Elettori                          | 177 617 |       |  |  |  |  |  |
|                               |                           |                                   |         |       |  |  |  |  |  |
| Data: 27-28 marzo 1994        |                           |                                   |         |       |  |  |  |  |  |
| Fonte: Ministero dell'interno |                           |                                   |         |       |  |  |  |  |  |

### XIII legislatura
|                               | Walter Bianco ✔️ Eletto | Lega Nord                          | 59 998  | 39,60 |  |  |  |  |  |
|                               | Vendemiano Sartor       | L'Ulivo                            | 42 366  | 27,96 |  |  |  |  |  |
|                               | Riccardo Szumski        | Polo per le Libertà                | 41 348  | 27,29 |  |  |  |  |  |
|                               | Giuseppe Romanin        | Unione Nord Est                    | 4 626   | 3,05  |  |  |  |  |  |
|                               | Carlo Menon             | Movimento Sociale Fiamma Tricolore | 1 645   | 1,09  |  |  |  |  |  |
|                               | Giuseppe Marin          | Mani Pulite                        | 1 535   | 1,01  |  |  |  |  |  |
| Totale                        | Totale                  | Totale                             | 151 518 | 100   |  |  |  |  |  |
|                               |                         |                                    |         |       |  |  |  |  |  |
| Voti non validi               | Voti non validi         | Voti non validi                    | 7 204   | 4,54  |  |  |  |  |  |
| Votanti                       | Votanti                 | Votanti                            | 158 722 | 85,94 |  |  |  |  |  |
| Elettori                      | Elettori                | Elettori                           | 184 680 |       |  |  |  |  |  |
|                               |                         |                                    |         |       |  |  |  |  |  |
| Data: 21 aprile 1996          |                         |                                    |         |       |  |  |  |  |  |
| Fonte: Ministero dell'interno |                         |                                    |         |       |  |  |  |  |  |

### XIV legislatura
|                               | Giacomo Archiutti ✔️ Eletto | Casa delle Libertà                   | 71 556  | 45,91 |  |  |  |  |  |
|                               | Graziano Carnelos           | L'Ulivo                              | 45 925  | 29,47 |  |  |  |  |  |
|                               | Orlando Lunardelli          | Liga Fronte Veneto                   | 10 516  | 6,75  |  |  |  |  |  |
|                               | Gian Luigi Casagrande       | Va' Pensiero Padania                 | 7 035   | 4,51  |  |  |  |  |  |
|                               | Eduardo Rina                | Lista Di Pietro                      | 6 425   | 4,12  |  |  |  |  |  |
|                               | Italo Zanchetta             | Partito della Rifondazione Comunista | 4 516   | 2,90  |  |  |  |  |  |
|                               | Walter Bianco               | Democrazia Europea                   | 4 170   | 2,68  |  |  |  |  |  |
|                               | Paola Scaramuzza            | Lista Pannella-Bonino                | 3 341   | 2,14  |  |  |  |  |  |
|                               | Alessandro Toffoloni        | Fiamma Tricolore                     | 2 366   | 1,52  |  |  |  |  |  |
| Totale                        | Totale                      | Totale                               | 155 850 | 100   |  |  |  |  |  |
|                               |                             |                                      |         |       |  |  |  |  |  |
| Voti non validi               | Voti non validi             | Voti non validi                      | 8 238   | 5,02  |  |  |  |  |  |
| Votanti                       | Votanti                     | Votanti                              | 164 088 | 82,58 |  |  |  |  |  |
| Elettori                      | Elettori                    | Elettori                             | 198 690 |       |  |  |  |  |  |
|                               |                             |                                      |         |       |  |  |  |  |  |
| Data: 13 maggio 2001          |                             |                                      |         |       |  |  |  |  |  |
| Fonte: Ministero dell'interno |                             |                                      |         |       |  |  |  |  |  |